# 奇尔库恩达
奇尔库恩达（Chirkunda），是印度贾坎德邦丹巴德县的一个城镇。总人口39121（2001年）。

## 人口
该地2001年总人口39121人，其中男性20694人，女性18427人；0—6岁人口5420人，其中男2762人，女2658人；识字率63.92%，其中男性为71.20%，女性为55.74%。